# Iwan Babak
Iwan Iljicz Babak (ros. Иван Ильич Бабак, ur. 26 lipca 1919 we wsi Aleksiejewka w rejonie nikopolskim, zm. 24 czerwca 2001 w Połtawie) – radziecki lotnik wojskowy, Bohater Związku Radzieckiego (1943).

## Życiorys
Urodził się w ukraińskiej rodzinie chłopskiej. Ukończył aeroklub i Instytut Pedagogiczny w Zaporożu, pracował jako nauczyciel chemii i biologii w szkole średniej, od października 1940 służył w Armii Czerwonej. W 1942 ukończył wojskową szkołę lotniczą w Stalingradzie, od 1943 należał do WKP(b), od maja 1942 walczył w wojnie z Niemcami w składzie 45 pułku myśliwskiego 216 Mieszanej Dywizji Lotniczej, brał udział w walkach na Kubaniu i w wyzwalaniu Mariupola i Melitopola. Do października 1943 wykonał 242 loty bojowe, stoczył 83 walki powietrzne, strącił 18 samolotów wroga osobiście i 4 w grupie. W maju-czerwcu 1944 walczył przy granicy z Rumunią, później uczestniczył w operacji lwowsko-sandomierskiej, górnośląskiej i dolnośląskiej, 27 lutego 1945 został dowódcą 16 pułku myśliwskiego gwardii, później wziął udział w operacji berlińskiej. Łącznie podczas wojny z Niemcami wykonał 330 lotów bojowych, stoczył 103 walki powietrzne, strącił osobiście 37 samolotów i w grupie 4. Po wojnie do 1947 dowodził 32 pułkiem myśliwskim gwardii, w 1949 został przeniesiony do rezerwy w stopniu kapitana, później pracował jako nauczyciel i dyrektor szkoły.

## Odznaczenia
- Złota Gwiazda Bohatera Związku Radzieckiego (1 listopada 1943)
- Order Lenina (1 listopada 1943)
- Order Czerwonego Sztandaru (dwukrotnie - 22 kwietnia 1943 i 25 września 1944)
- Order Wojny Ojczyźnianej I klasy (11 marca 1985)
- Order Czerwonej Gwiazdy (28 marca 1943)
- Medal „Za pracowniczą dzielność”

i inne medale.